# Bulletin de l'Institut Français d'Études Andines
Bulletin de l'Institut Français d'Études Andines es una revista científica arbitrada, publicada trimestralmente desde 1972 por el Instituto Francés de Estudios Andinos que fue fundado por el geógrafo francés Olivier Dollfus en Lima, Perú. 
Bulletin de l'Institut Français d'Études Andines se centra en las áreas de investigación de las ciencias sociales y humanas, sobre todo Antropología, Arqueología, Geografía, Historia, Sociología, Lingüística, con un enfoque espacial en los países de los Andes tropicales, sobre todo Colombia, Ecuador, Perú y Bolivia. 

## Indexación
Actualmente, Bulletin de l'Institut Français d'Études Andines está incluido en la base de datos SCOPUS, EBSCOhost y en Google Scholar.